# Остін-Путіловець
«Остін-Путиловець» (також «Остін Путилівського заводу» і «Російський Остін») — панцирник Російської імперії на базі задньопривідних вантажних шасі британської фірми «Austin». Назва відображає відмінність даного панцирника від панцирників «Остін», що виготовлялися у Великій Британії для Російської армії у 1914—1917 роках та використовувалися нею протягом першої світової війни.
Панцирники застосовувалися Червоною армією (РСЧА) під час Громадянської та радянсько-польської війни. Також деяка їх кількість (трофейні панцирники) використовувалися Білими Арміями та Польською армією проти РСЧА.

## Історія створення
Виробництво цього панцирника було доручене Путилівському заводу у 1916 році. Проект бронювання розроблявся на цьому заводі, основна відмінність від британських «Остінів» полягала у діагональному розміщенні кулеметних башт. Це дозволяло вести як фронтальний, так і боковий вогонь з обох кулеметів (на відміну від британських моделей, у яких на кожний борт вогонь міг вести тільки один кулемет).  
Планувалося випустити перші панцирники в липні 1917 року, проте через Лютневу революцію і пов'язані з нею події виробництво було призупинене. Перші  зразки були випущені лише в березні 1918 року. Пізніше їх виготовлення було переведене на Іжорський завод. Всього протягом 1918-1920 років було виготовлено  33 панцирники.
Також було зібрано 12 панцирників на напівгусеничному шасі з підвіскою Кегреса (так звані «Остін-Кегрес» чи, рідше, «Остін-Путіловець-Кегрес».
У 1920 році виробництво було призупинене через недостатність матеріалів та комплектуючих. В складі РСЧА панцирники «Остін-Путіловець» перебували на озброєнні до 1933 року.

## Серійне виготовлення
Перші 20 шасі вантажівок «Austin» прибули лише в лютому 1917 року, проте Путилівський завод, на якому постійно проводилися страйки та відвертий саботаж, до серпня не зміг приступити до установки на них броні та озброєння. Більше того, представник Запасного бронедивізіону в Архангельську, куди прибуло спорядження морським шляхом, виявив наступну деталь – до січня 1917 року англійці завантажили на корабель всього 5 шасі, а решта (вважалися вже доставленими), хоча досі знаходяться на заводі «Austin». Лише навесні вони прибули до Росії, проте Лютнева революція та розвал Російської імперії привели до практично повної зупинки робіт над ними.
Згадали про «російські Остіни» тільки в грудні 1917 року. Радянській владі прийшлося знову повернутися до формування військових частин за царським зразком із «залученням» до них офіцерів колишньої російської армії. Немалу роль при цьому приділялося бронесилам, тим більш, що основна маса панцирників залишилася в руках більшовиків. Наявні панцирники потрібно було десь ремонтувати, та й поповнювати і без того «збіднілий» склад бронедивізіонів можна було, спираючись лише на власні сили. Тут то і виявилось, що Путилівський завод не в змозі впоратися навіть з мізерним замовленням на виготовлення панцирників, оскільки на ньому немає необхідної кількості обладнання та кваліфікованих працівників. До березня 1918 року путилівці змогли закінчити лише дві машини та ще три були майже готовими.
Цю роботу доручили тоді Іжорському заводу, де з літа 1918 року до весни 1920 року провели установку бронекорпусів на кілька десятків шасі як «Austin», так й інших фірм – всього було виготовлено 33 машини. Назва «Остін-Путіловець» (чи «Путилівський Остін» — зустрічаються різні варіації, однакові по значенню) закріпилася за цими машинами вже в сучасній літературі, водночас за документами вони проходили як «російський Остін». 

## Опис конструкції

### Броньовий корпус і башта
У порівнянні з попереднім «Остіном» (його бронювання в корпусі, днищі та башті коливалося від 3,5 до 4 мм), броня «Остін-Путіловець» була трохи покращена. Лобова броня корпусу була доведена до 7,5 мм, бортова броня корпусу — 7,5 мм, корма корпусу — 7,5 мм. Броня днища стала 4 мм, дах — 4 мм. Лоб, борти і корма башти мали бронювання товщиною 7,5 мм, дах башти — 4 мм. Покращена броня змогла забезпечити панцирнику відносну захищеність.

### Озброєння
Озброєння «Остін-Путіловець» складалося з двох кулеметів Максима, що розміщувалися в кулеметних баштах  панцирника.  Тому він належав до класу легких кулеметних панцирників.   

### Двигун і трансмісія
На «Остін-Путіловці» залишався двигун «Austin» (карбюраторний, рідинного охолодження). Залишалася незмінною трансмісія: механічна з 5-ти швидкісною коробкою передав (4 вперед та 1 назад). Відповідно, «Остін-Путіловець» не втратив своєї хорошої швидкості та маневровості. 

### Ходова частина
Ходова частина «Остін-Путіловець» мало змінилася порівняно з «Остіном». Колісна формула  залишалася попередньою (4×2), швидкість по шосе та перетнутій місцевості не змінилася (55-60 та 25-30 км/год відповідно). Найбільша ширина подоланого ним рову залишалася попередньою (1,3 м). не змінилася глибина і подоланого ним броду (0,6 м). Тип підвіски теж залишався попереднім. Загалом, у ходовій частині «Остіна-Путіловця» було мало відмінностей з «Остіном». 

## Оператори
- СРСР;
- Білий рух — 2 чи 3 машини;
- Польща — 1 машина;
- Естонія — 2 машини.

## Служба та бойове використання

### В Російській імперії і вТимчасовому уряді
Всупереч поширеній думці, «Остін-Путіловець» не брав участі у Першій світовій війні, так як ні одна машина просто не була готова. 

### ВРСФСР
З весни 1918 року ці панцирники використовувалися для боротьби з контрреволюцією на території контрольованій більшовиками (центральна частина Росії), а по мірі комплектування нових автобронезагонів вони почали «розповзатися» по всій країні. Найбільш масово їх використовували на півдні, під Петроградом та під час польсько-радянської війни 1919—1920 років. На озброєнні РСЧА панцирники «Остін-Путіловець» залишалися до 1931 року. Станом на 1 березня загальна кількість машин «Остін» оцінювалася в 73 одиниці, з яких щонайменше 40 були «остінами» британського виробництва. В тому числі, 12 машин було в 1-му бронедивізіоні Кавказької Червонопрапорної армії, по 3 машини рахувалися за мотозагонами 11-ї та 45-ї стрілецькими дивізіями Ленінградського [Протиповітряна оборона[|ППО]] та Військово-технічної академії, по одному «остіну» знаходилося в Орловській танковій школі та Панцирному ескадроні ПКВО, 4 — в складі Бронекомандних курсів ЛВО та 49 – на складі № 37. Починаючи з 1929 року застарілі «остіни» почали замінювати на БА-27 і до 1933 року практично всі машини були розброньовані або утилізовані.

### В Білих арміях
На півдні та під Петроградом, білі армії могли захопити два або три «Остін-Путіловці». Даних про наявність більшої кількості панцирників даного класу немає. Всі ці машини були трофейними, а тому не складали для РСЧА серйозної загрози.

### В Польській республіці

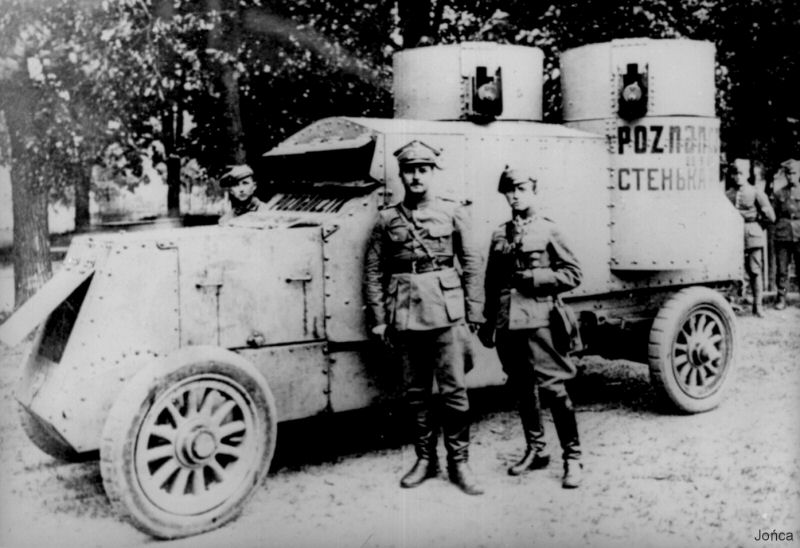
Захоплений поляками панцирник червоноармійців «Стенька Разин»

«Остін-Путіловці» використовувалися під час Польсько-радянської війни 1920 1919-1920 років. Саме тут поляками вдалося захопити біля десяти «остінів» усіх типів, в числі яких були щонайменше один Путіловський панцирник під назвою «Стенька Разін», що належав 1-му АБО 55-го піхотного полку. Його практично у цілому вигляді захопили солдати 14-ї Великопольської піхотної дивізії, відбивши «Остін» в бою під Бобруйськом, який відбувся 22 травня 1920 року. Машина одразу була перейменована на «Poznanczyk» і була включена в склад недавно створеного Великопольського бронеавтомобільного взводу під командуванням лейтенанта Фелікса Пето. В липні панцирник воював проти РСЧА, після чого «Остін» відправили під Варшаву, а в серпні його включили до складу 2-го бронеавтомобільного взводу.
В 1929 році, одночасно з РСЧА припиняється бойове використання «Остінів» всіх модифікацій та починається їх утилізація.

### В арміях інших країн
Були «Остіни-Путіловці» і на озброєнні армії Естонії. Під час Громадянської війни чотири «остіни» всіх типів були захоплені естонцями, які потім активно використовували їх у війні за незалежність. Ці панцирники прожили найдовше – лише в червні 1940 року їх реквізувала РСЧА, проте через те, що їх технічний стан був незадовільним, було прийнято рішення про утилізацію.

## Збережені екземпляри

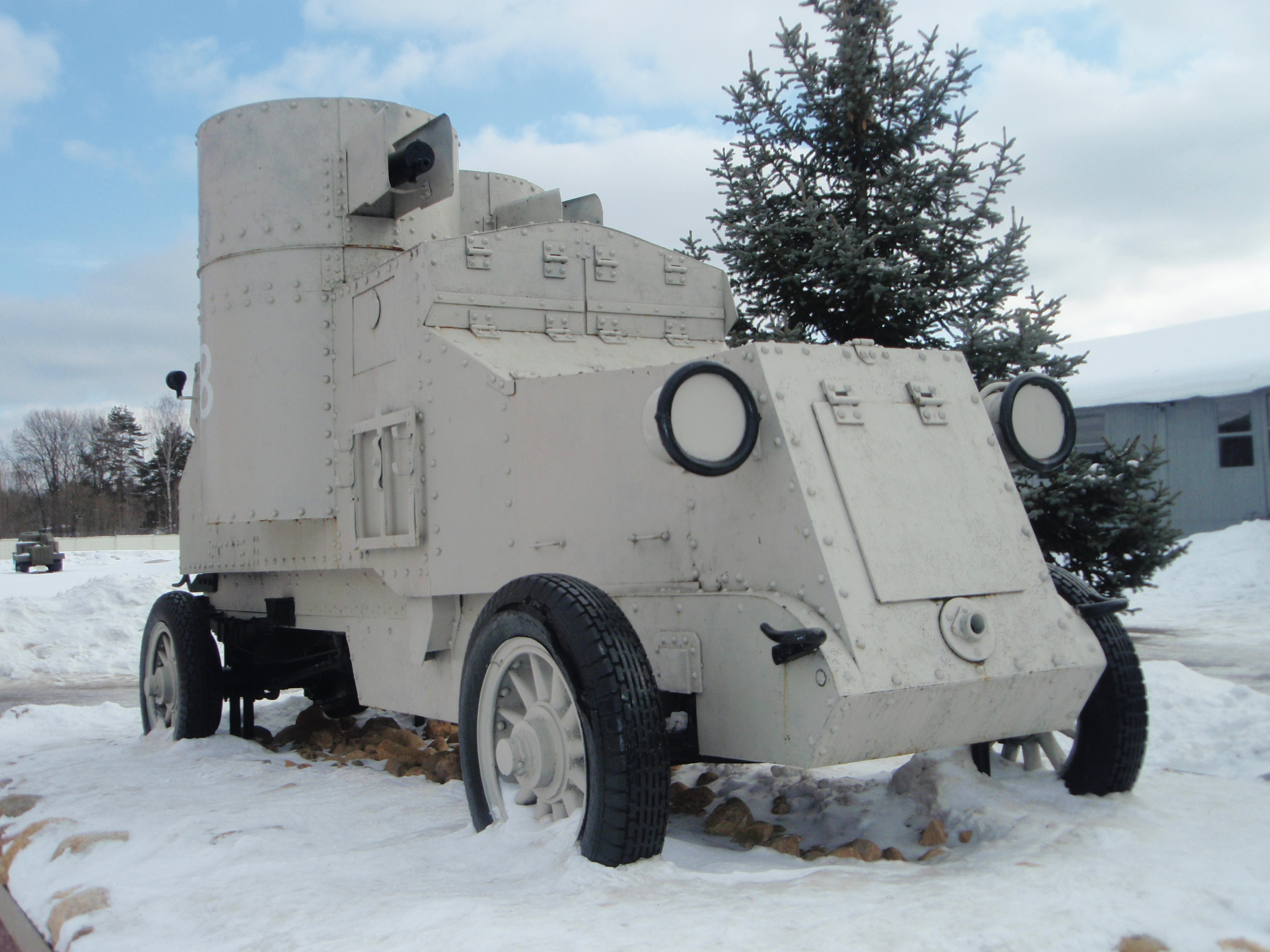
Панцирник «Остін-Путиловець» в Кубінці

Збережений панцирник «Остін-Путіловець», з власним ім'ям «Враг капитала», часто помилково згадується як «той самий ленінський панцирник» , — це оригінальний панцирник, зібраний в серпні 1919 року. В 1950-х роках він був встановлений на постаменті перед Мармуровим палацом, в якому на той час містився Центральний музей В. І. Леніна. В 1992 році Мармуровий палац став філіалом Російського музею і панцирник було переміщено в Артилерійський музей.
Панцирник «Остін-Путіловець» також є в експозиції музею бронетанкового озброєння і техніки в Кубінці, проте це не оригінальна машина, а всього лише повнорозмірний макет-копія, виконаний спеціалістами музею.

## Машина в масовій культурі
«Остін» представлений в комп'ютерних іграх «Перша Світова» і «Агресія».